# Матата строкатобока
Мата́та строкатобока (Poodytes punctatus) — вид горобцеподібних птахів родини кобилочкових (Locustellidae). Ендемік Нової Зеландії.

## Опис

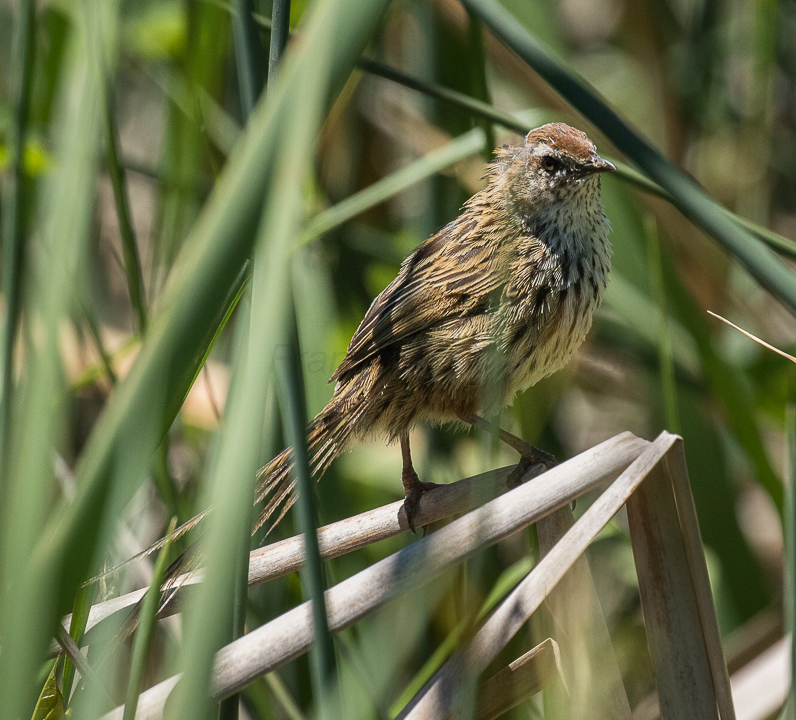
Строкатобока матата

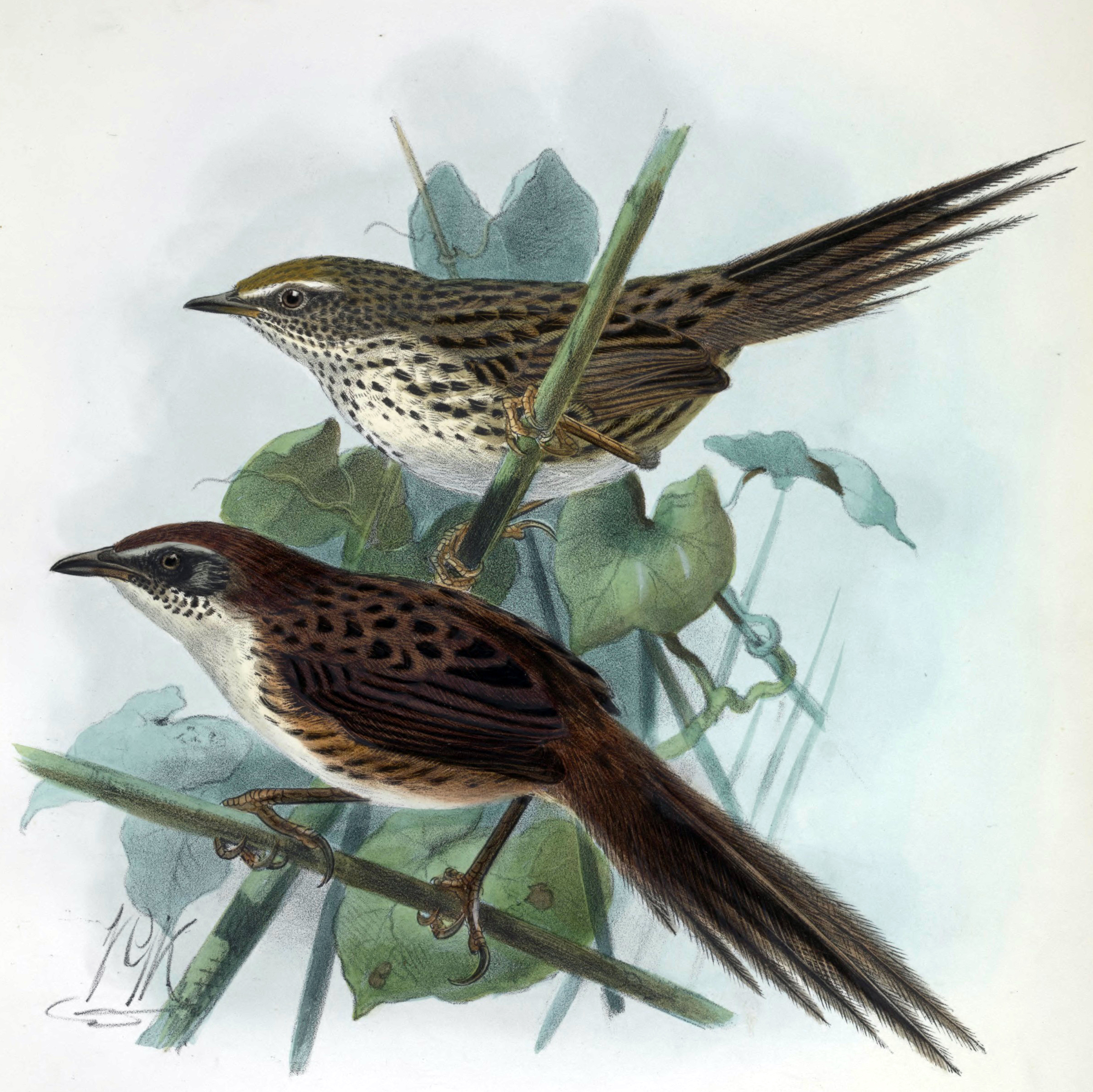
Строкатобока матата (зверху) і вимерла чатамська матата (знизу)

Довжина птаха становить 18 см, враховуючи довгий хвіст, на який припадає до половини довжини птаха, вага 23-25 г. Представники підвиду P. p. vealeae важать 18 г, представники підвиду P. p. wilsoni важать 26,8 г. Забарвлення переважно коричневе, поцятковане чорними смужками. Хвіст довгий, східчастий, більш тьмяний. Нижня частина тіла білувата, поцяткована темними плямками, на грудях чорнуваті смужки. Груди з боків, боки і нижні покривні пера хвоста коричневі, поцятковані чорнуватими смужками, більш помітними на боках. Над очима білуваті "брови". більш чи менш виражені, в залежності від підвиду. Скроні сірувато-коричневі, поцятковані тонкими темними смужками. Очі темно-карі, дзьоб чорнуватий, знизу сірий, лапи рожевувато-коричневі. Виду не притаманний статевий диморфізм. Забарвлення молодих птахів подібне до забарвлення дорослих птахів.

## Підвиди
Виділяють п'ять підвидів:
- P. p. vealeae (Kemp, R, 1912) — Північний острів;
- P. p. punctatus (Quoy & Gaimard, 1832) — Південний острів ;
- P. p. stewartianus (Oliver, 1930) — острів Стюарт;
- P. p. wilsoni (Stead, 1936) — острів Кодфіш[en];
- P. p. caudatus (Buller, 1894) — острови Снерс[en].

Вимерла чатамська матата раніше вважалася підвидом строкатобокої матати, однак була визнана окремим видом.

## Поширення і екологія
Строкатобокі матати живуть в чагарникових і осокових заростях, на болотах. Ведуть переважно наземний спосіб життя, живляться комахами, а також дрібними павуками, ягодами і насінням. Сезон розмноження триває з вересня по лютий. Гніздо глибоке, чашоподібне, робиться з сухого очерету, встелюється пір'ям. В кладці 2-3 рожевувато-білих яйця, поцяткованих коричневими або пурпуровими плямками. Інкубаційний період триває 13 днів, насиджують і самиці, і самці.Пташенята покидають гніздо через 15-17 днів після вилуплення. За сезон може вилупитися до 3 виводків.